# Evangelische Kirche Bergfreiheit

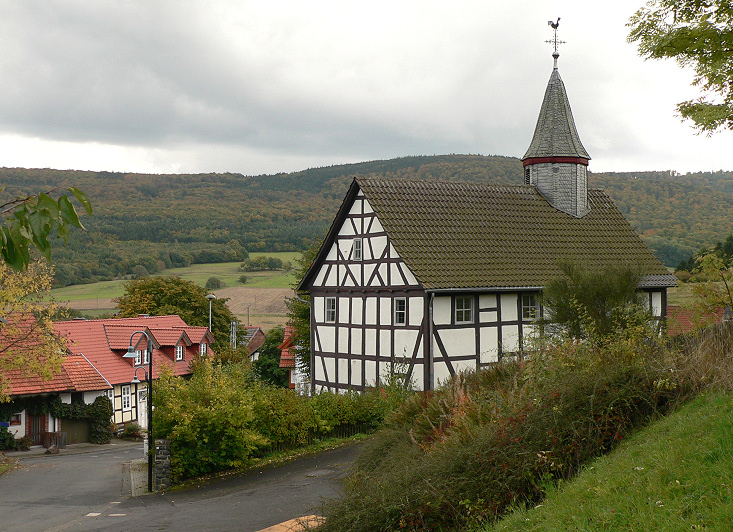
Evangelische Kirche

Die evangelische Kirche ist ein denkmalgeschütztes Kirchengebäude in Bergfreiheit, einem Stadtteil von Bad Wildungen im Landkreis Waldeck-Frankenberg (Hessen). Sie gehört zur Kirchengemeinde Wildunger Walddörfer im Kirchenkreis Eder im Sprengel Marburg der Evangelischen Kirche von Kurhessen-Waldeck.
Der Fachwerkbau, ein einfacher, rechteckiger Saalbau von 1678, wurde 1737 mit einem Dachreiter bekrönt. Bemerkenswert ist der hölzerne Chorbogen.

## Ausstattung
Der erste Altar stammte aus dem 17. oder 18. Jahrhundert. Die Empore und das Gestühl wurden im 17. Jahrhundert eingebaut, die Kanzel bekam 1743 eine Tür.

## Orgel
Die Orgel wurde 1678 erbaut, im Jahre 1962 von dem Orgelbauer Werner Bosch (Kassel) neu errichtet und hinter dem Altar aufgestellt, und zuletzt 1999 von dem Orgelbauer Noeske (Rotenburg an der Fulda) überarbeitet. Das Schleifladen-Instrument hat 8 Register auf einem Manual (C–c3 Gedackt 8′, Gedackt Flöte 4′, Principal 4′, Nachthorn 2′, Oktave 2′, Mixtur III, Viola 8′) und Pedal (C–c1: Subbass 16′). Die Trakturen sind mechanisch.

## Geläut
1973 wurde der Glockenstuhl erneuert und mit zwei neuen Glocken ausgestattet.